# Entandrophragma candollei
Espèce
Synonymes
- Entandrophragma choriandrum Harms[1]
- Entandrophragma ferrugineum A.Chev.[1]

Statut de conservation UICN

 VU A1cd : Vulnérable
Entandrophragma candollei appelé Kosipo, ou encore Boubousson rouge (Côte d'Ivoire) ou Atom Assié (Cameroun), est un arbre de la famille des Meliaceae (famille de l'acajou). 

## Description
Les Kosipos sont de très grands arbres, qui peuvent atteindre de 45 à 60 mètres de hauteur, et leur diamètre mesurer plus de 2 mètres. Leur fûr est cylindrique dès la base et très droit, dépourvu de branche jusqu'à une hauteur d'environ 30 mètres. La couronne est dense, au feuillage sombre. Feuilles alternes, composées de dix à vingt folioles. Le cœur est brun rouge, avec des teintes lie de vin, la couleur de l'aubier est différente, grisâtre ou brun pâle. Longues racines traçantes.
Le Kosipo pousse en Afrique de l'Ouest et centrale (Cameroun, Congo, Guinée, Angola, Nigeria, Côte d'Ivoire), sur des sols granitiques, humides ou semi humides. On les trouve en général dans des forêts semi décidues (composées en partie d'arbres au feuilles caduques). Ils perdent leurs feuilles durant une courte période en octobre, fleurissent généralement de novembre à décembre. Capsules d'environ 20 cm de long, s'ouvrant du sommet vers la base, les fruits, bruns violacés à brun foncé, arrivent à maturité cinq mois après leur floraison.
Exporté en grande quantité notamment en Europe depuis les années 70 (la Côte d'Ivoire en était alors le principal exportateur), son bois est apprécié pour ses qualités décoratives. Il est utilisé pour la menuiserie (meubles, placages, lambris, parquet) en raison de sa couleur. Il fonce à la lumière.

## Utilité
Dans la phytothérapie en Afrique, son écorce est utilisée en application externe pour ses propriétés calmantes, contre la fièvre et la douleur, et la sève de ses racines contre les morsures ou les piqûres venimeuses.

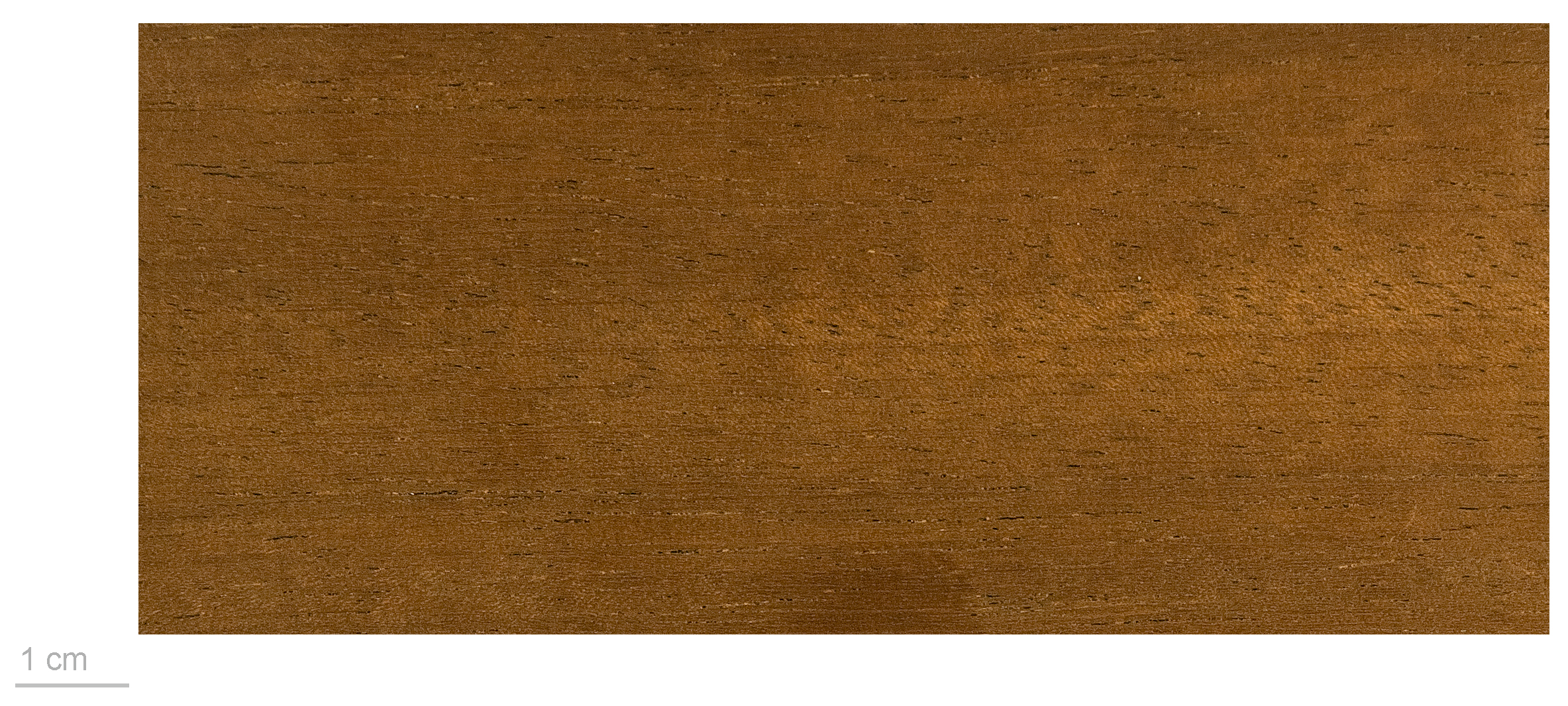
Bois de Entandrophragma candollei
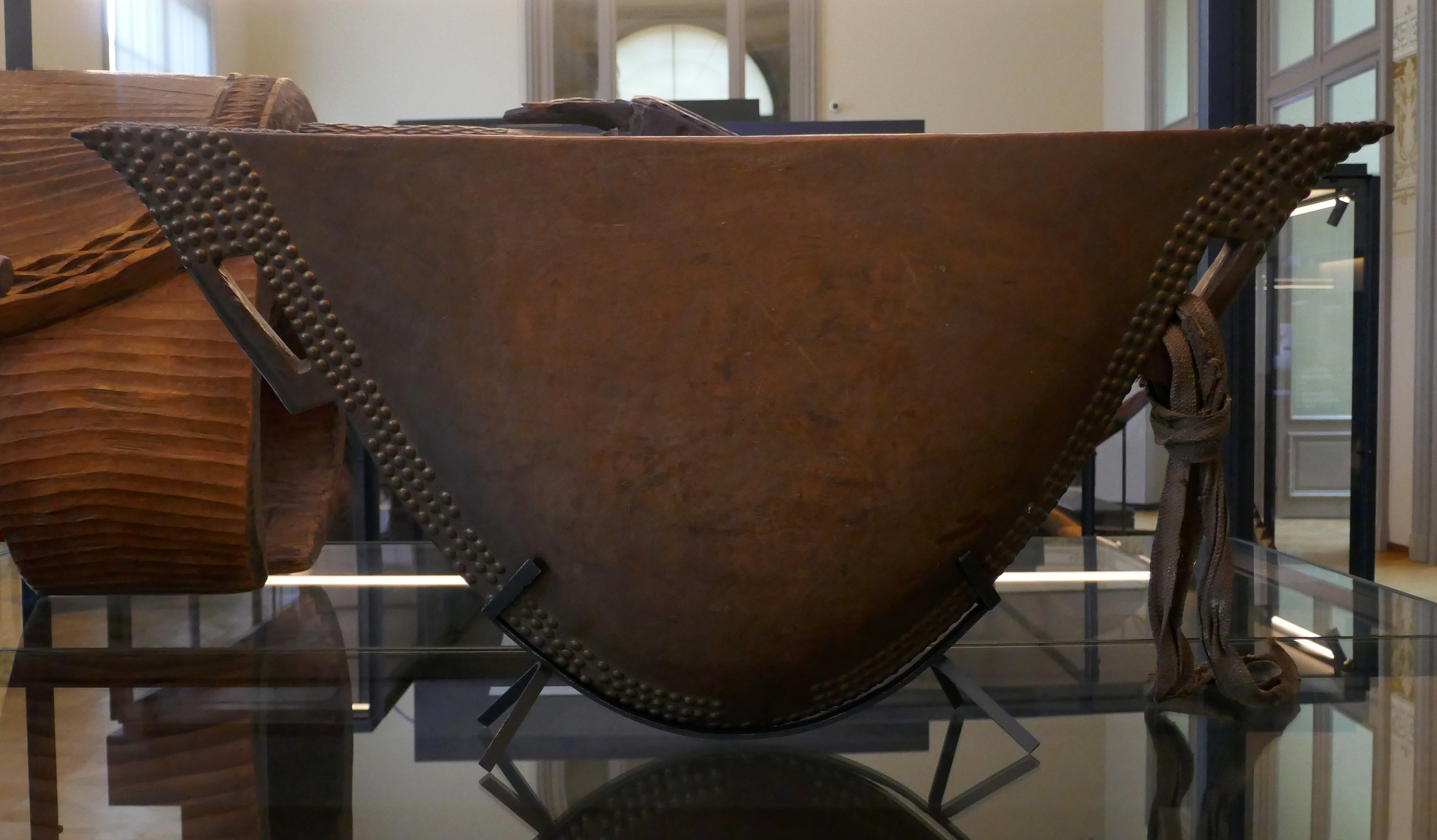
Tambour à fente mangbetu (Province orientale du Congo belge[2]).